# Tibetische Traubenspiere
Die Tibetische Traubenspiere (Neillia thibetica) ist eine Sträucher bildende Pflanzenart aus der Familie der Rosengewächse. Ihr Verbreitungsgebiet liegt in China.

## Beschreibung

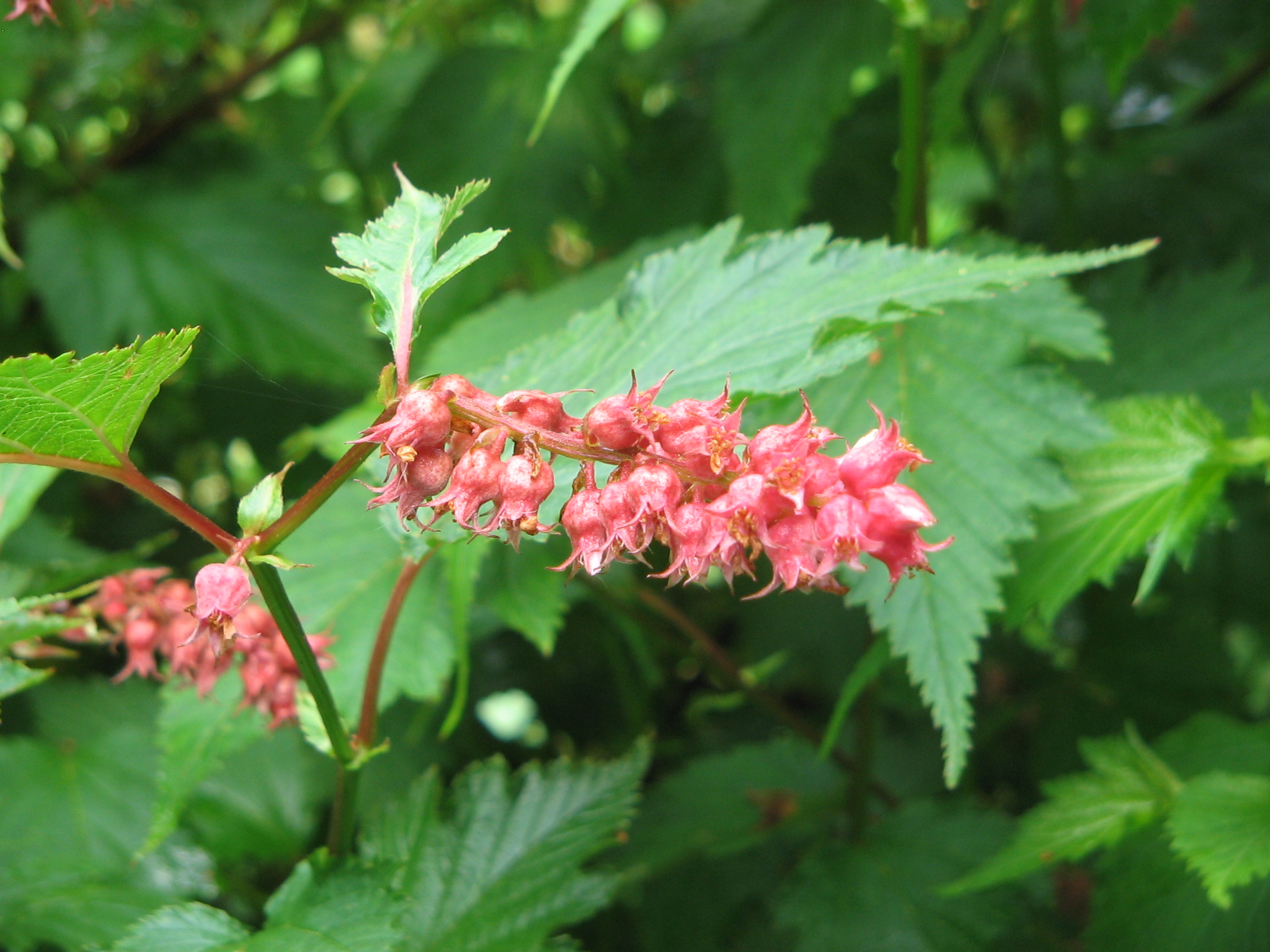
Blütenstand

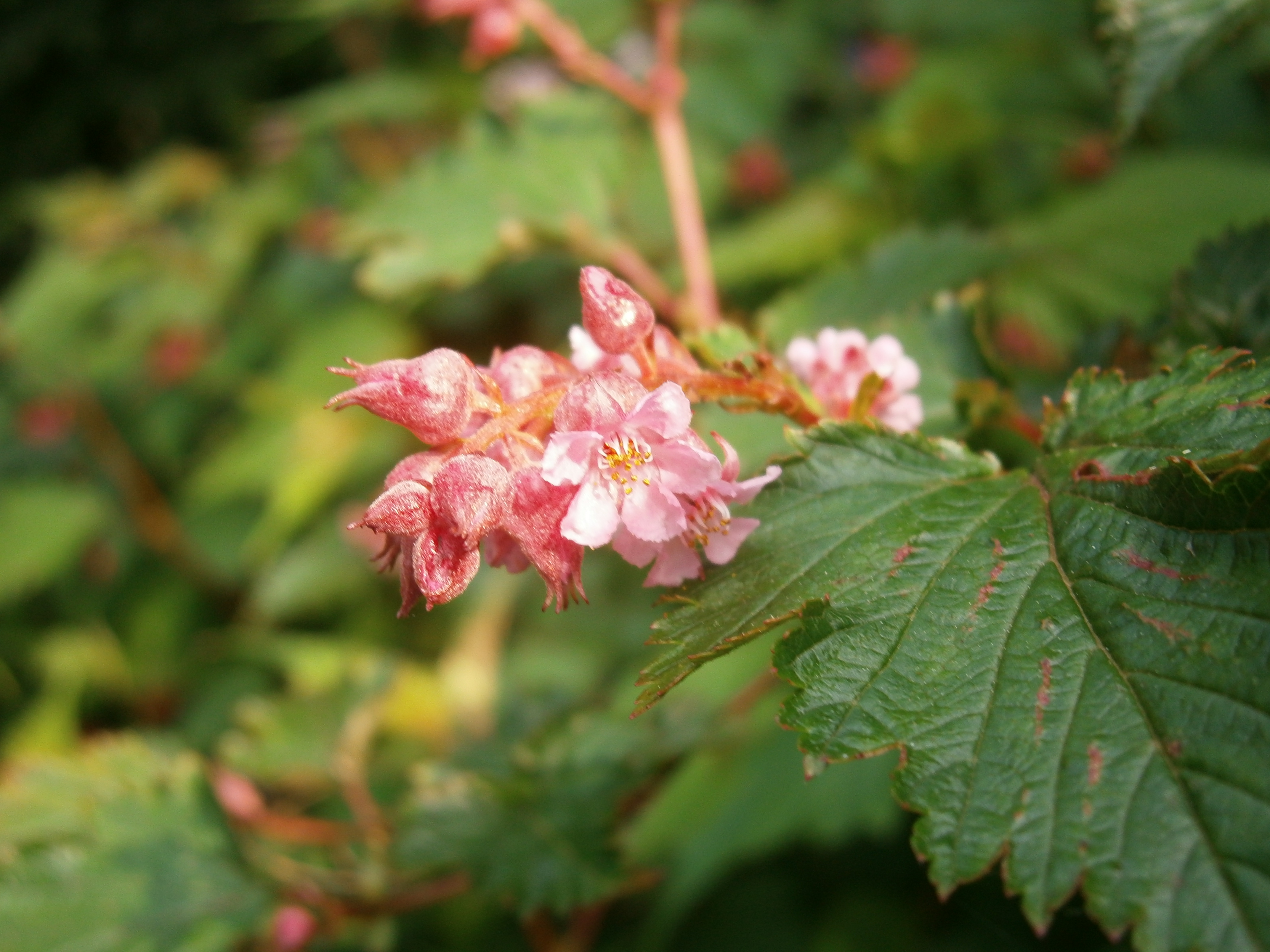
Nahaufnahme der Blüte

Die Tibetische Traubenspiere ist ein bis zu 3 Meter hoher Strauch mit beinahe stielrunden, dicht gelblich braun später rötlich braun und weich behaarten Trieben. Die Knospen sind eiförmig, rötlich braun mit spitzem Ende, und drei bis vier am Rand behaarter Knospenschuppen.
Die Blätter haben einen 8 bis 10 Millimeter langen, dicht behaarten Stiel. Die Nebenblätter sind 4 bis 8 Millimeter lang, lanzettlich oder eiförmig-lanzettlich, beidseitig flaumig behaart, spitz mit gesägtem Rand. Die Blattspreite ist einfach, 5 bis 10 Zentimeter lang und 3 bis 6 Zentimeter breit, eiförmig bis länglich-elliptisch, selten dreieckig-eiförmig, unregelmäßig drei- bis fünffach oder deutlich bis halb zur Mittelrippe gelappt, lang zugespitzt mit gerundeter oder herzförmiger Basis und scharf doppelt gesägtem Rand. Die Blattunterseite ist behaart die Oberseite spärlich behaart.
Die Blüten stehen zu drei bis fünf in 5 bis 15 Zentimeter langen Trauben mit dicht behaartem Stiel. Sie haben einen Durchmesser von etwa 4 Millimeter, und einen 3 bis 4 Millimeter langen, dicht behaarten Blütenstiel. Der Blütenbecher ist zylindrisch, 5 bis 6 Millimeter lang und beidseitig dicht behaart. Die Kelchblätter sind 2 bis 3 Millimeter lang, dreieckig, kürzer als die Kelchröhre, auf beiden Seiten dicht behaart, ganzrandig mit geschwänzter Spitze. Die Kronblätter sind rötlich weiß, etwa 3 Millimeter lang und verkehrt-eiförmig. Je Blüte werden 15 bis 20 Staubblätter und ein zylindrischer, an der Spitze behaarter Fruchtknoten mit fünf bis acht Samenanlagen gebildet. Die Balgfrüchte sind zylindrisch, die Samen eiförmig. Die Art blüht von Mai bis Juni, die Früchte reifen von Juli bis September.

## Verbreitung und Ökologie
Das natürliche Verbreitungsgebiet liegt in den chinesischen Provinzen Sichuan und Yunnan. Sie wächst in kühlfeuchten Mischwäldern in Höhen von 1500 bis 3000 Metern auf durchlässigen, frischen bis feuchten, sauren bis neutralen, sandig- oder kiesig-humosen, nährstoffreichen Böden an sonnigen bis lichtschattigen Standorten. Die Art ist wärmeliebend und meist frosthart, meidet jedoch kalkhaltige Böden.

## Systematik
Die Tibetische Traubenspiere (Neillia thibetica) ist eine Art aus der Gattung der Traubenspieren (Nellia) in der Familie der Rosengewächse (Rosaceae), Unterfamilie Spiraeoideae, Tribus Neillieae. Die Art wurde von Louis Édouard Bureau und Adrien René Franchet 1891 erstbeschrieben.
Es werden zwei Varietäten unterschieden:
- Neillia thibetica var. lobata  (Rehder) T.T.Yu mit eiförmig-lanzettlichen Nebenblättern mit wellig-gesägtem und bewimpertem Rand und mit deutlich bis halb zur Mittelrippe gelappter Blattspreite. Das Verbreitungsgebiet der Varietät liegt im Südwesten Sichuans und Nordwesten Yunnans in Höhen von etwa 2900 Metern.[5]
- Neillia thibetica var. thibetica mit lanzettlichen Nebenblättern mit gesägtem und bewimpertem Rand und unregelmäßig drei- bis fünffach gelappter Blattspreite. Das Verbreitungsgebiet liegt im Westen Sichuans und Nordwesten Yunnans in Mischwäldern entlang von Flüssen in Höhen von 1500 bis 3000 Metern.[6]

## Verwendung
Die Tibetische Traubenspiere wird aufgrund ihrer dekorativen Blüten manchmal als Ziergehölz verwendet.

## Nachweise